# Notarikon
Notarikon (Hebreu: נוטריקון, Capṭariqōn) és un mètode de derivar una paraula, utilitzant cada lletra inicial (hebreu: ראשי תיבות) o final (hebreu: נוטריקון, Noṭariqōn‎: סופי תיבות) per estar en el lloc d'un altre, per formar una frase o idea no indicada per les paraules. Una altra variació utilitza la primera lletra i la darrera, o les dues lletres del mig d'una paraula, per tal de formar una altra paraula. La paraula "notarikon" prové del grec (νοταρικόν), i va derivar de la paraula llatina "notarius" (escriptor) amb el significat de "taquigrafia."
Notarikon és un dels tres mètodes antics que varen utilitzar els Cabalistes per la disposició de paraules i frases; els altres dos mètodes són gematria i temurah. Aquests mètodes van ser utilitzats per tal de mostrar l'essència esotèrica i el significat espiritual més profund de les paraules en la Bíblia. Notarikon també va ser utilitzat a l'alquímia.

## Ús pel rabí Rashi
Rashi va utilitzar el notarikon set cops en el seu pirush ("explicació") de la Chumash:
- Bereishith (Gènesi) 15:2 "וּבַגְּמָרָא שֶׁלָּנוּ דָּרְשׁוּ נוֹטְרִיקוֹן, דּוֹלֶה וּמַשְׁקֶה מִתּוֹרַת רַבּוֹ לַאֲחֵרִים"
- Bereishith (Gènesi) 17:2 "כִּי אַב הֲמוֹן גּוֹיִם. לְשׁוֹן נוֹטְרִיקוֹן שֶׁל שְׁמוֹ"
- Bereishith (Gènesi) 30:2 "וּמִדְרַשׁ אַגָּדָה יֵשׁ רַבִּים בִּלְשׁוֹן נוֹטָרִיקוֹן"
- Bereishith (Gènesi) 49:22 "אֶבֶן יִשְׂרָאֵל. לְשׁוֹן נוֹטְרִיקוֹן אָב וּבֵן, 'אֲבָהָן וּבְנִין‘, יַעֲקֹב וּבָנָיו"
- Shemoth (Èxode) 20:12 "אִם תְּכַבֵּד יַאֲרִיכוּן יָמֶיךָ וְאִם לָאו יִקְצְרוּן. שֶׁדִּבְרֵי תוֹרָה נוֹטְרִיקוֹן הֵם נִדְרָשִׁים, מִכְּלָל הֵן לַאו וּמִכְּלָל לַאו הֵן" (Aquí, el chiddush ("ensenyament al novell") aquí és la paraula נוטריקון en gematria = מכלל הן לאו ומכלל לאו הן.)
- Bamidbar (Números) 11:8 "דָּבָר אַחֵר, 'לְשַׁד' לְשׁוֹן נוֹטָרִיקוֹן לַ'יִשׁ שֶׁ''בַשׁ, כְּעִסָּה הַנִּלּוֹשָׁה בְשֶׁמֶן וּקְטוּפָה בִדְבַשׁ."
- Bamidbar (Números) 22:32 "כִּי יָרַט הַדֶּרֶךְ לְנֶגְדִּי. רַבּוֹתֵינוּ חַכְמֵי הַמִּשְׁנָה דְּרָשׁוּהוּ נוֹטָרִיקוֹן, יָרְאָה, רָאֲתָה, נָטְתָה"

## Ús en la màgia
Un ús comú de Notarikon en la pràctica de la Càbala, tant per fer per màgia o per ritual, era per formar noms secrets de Déu derivats de versos religiosos o bíblics. Agla, un acrònim per a Atah Gibor Le-olam Adonai, traduït: "Tu, Oh Senyor, ets poderós per sempre," és un dels exemples més famosos del Notarikon. Dotzenes d'exemples es troben en Berit Menuchah, tal com s'indica en el passatge següent:
 I va ser descobert que el Malachim va ser creat del vent i del aire que il·lumina, i que el nom del seu origen עַמַרֻמְאֵליוְהָ surt del vers (Salms 104:4): ‘Qui fa el vent dels teus missatgers, foc i flama dels teus ministres (..…) I quan les llums il·luminin aquesta Sefira, uneixen i reben un nom que és derivat de les lletres centrals del vers següent (Genesis 6:2): ‘Els fills de Déu van veure que les filles dels homes eren justes i van agafar com a muller les que ells van escollir.' I aquest valent nom, que és dibuixat en el Gevura, és רְנֵלבֺנקְהֵכשְיִהְ. Sefer Gematriot, és un altre exemple on hi ha molts Notarikons per ús en talismans que provenen de versos Bíblics.